# ووکاش پیشچک
لوکاش پیشچک (لهستانی: Łukasz Piszczek؛ تلفظ لهستانی: [ˈwukaʂ ˈpʲiʂt͡ʂɛk] ()؛ زادهٔ ۳ ژوئن ۱۹۸۵) بازیکن سابق فوتبال اهل کشور لهستان است.
وی سابقه ۶۶ بازی ملی برای تیم ملی فوتبال لهستان در کارنامه دارد، همچنین پست تخصصی او، دفاع است.